# Breezy
Breezy (bra: Interlúdio de Amor; prt: Ontem ao Fim do Dia) é um filme de 1973 do gênero romance e drama, estrelando William Holden e Kay Lenz. Foi escrito por Jo Heims e é o terceiro filme dirigido por Clint Eastwood.

## Sinopse
A jovem Breezy é uma adolescente hippie com um grande coração. Depois de pegar carona com um homem que tenta se relacionar sexualmente com ela, Breezy escapa e se esconde em uma casa isolada. Ali ela conhece o corretor de imóveis de meia-idade e divorciado, Frank Harmon, por quem a moça se apaixona.

## Elenco
- William Holden ... Frank Harmon

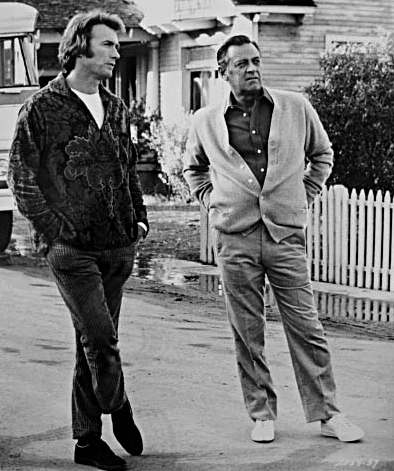
Clint Eastwood e William Holden durante as filmagens

- Kay Lenz ... Edith Alice Breezerman (Breezy)
- Roger C. Carmel ... Bob Henderson
- Marj Dusay ... Betty Tobin
- Joan Hotchkis ... Paula Harmon

## Premiações
- Indicado

Golden Globe Awards
Categoria Melhor Trilha Sonora
Categoria Melhor Canção Original
Categoria Melhor Atriz Revelação